# Saint-Julien-d’Ance
Saint-Julien-d’Ance település Franciaországban, Haute-Loire megyében. Lakosainak száma 248 fő (2022. január 1.). Saint-Julien-d’Ance Usson-en-Forez, Boisset, Saint-André-de-Chalencon, Saint-Georges-Lagricol, Saint-Pal-de-Chalencon és Saint-Pierre-du-Champ községekkel határos.

## Népesség
A település népessége az elmúlt években az alábbi módon változott:
| Lakosok száma | 348  | 251  | 224  | 234  | 245  | 247  | 247  | 245  | 246  | 248  |
|               | 1968 | 1982 | 1990 | 2006 | 2013 | 2015 | 2017 | 2019 | 2020 | 2022 |